# Korzeniówka (województwo podlaskie)
Korzeniówka – wieś w Polsce położona w województwie podlaskim, w powiecie siemiatyckim, w gminie Dziadkowice.
W latach 1975–1998 miejscowość administracyjnie należała do województwa białostockiego.
Według Powszechnego Spisu Ludności z 1921 roku wieś zamieszkiwało 138 osób, wśród których 135 było wyznania rzymskokatolickiego, 2 mojżeszowego a jedna prawosławnego. Jednocześnie 136 mieszkańców zadeklarowało polską przynależność narodową, a 2 żydowską. Było tu 26 budynków mieszkalnych.
W Korzeniówce urodził się bł. ks. Ignacy Kłopotowski (1866-1931) założyciel zgromadzenia sióstr Loretanek.
Wierni kościoła rzymskokatolickiego należą do parafii Trójcy Przenajświętszej w Dziadkowicach.